# とびきり
『とびきり』は、NHK大阪放送局をはじめとするNHKの総合テレビにおいて近畿地方向けに放送されたテレビ番組である。

## 概要
2009年4月3日から放送を開始したテレビ番組で、近畿地方以外で過去に放送された金曜日夜の地域情報番組を毎週1番組放送した。毎週金曜日の10時台に放送しており、番組では西日本のNHKの放送局が制作した番組が中心となる。
番組名となっている「とびきり」には優れたという意味の「飛び切り」が込められており、各地の番組を厳選して放送した。なお、原則として近畿地方の番組はこの番組では放送されない（ただし、過去に『かんさい特集』を放送したことがある）。また、北海道、東北、関東甲信越ブロックの番組は1度も取り上げることはなかった。
なお、2011年3月11日に発生した東北地方太平洋沖地震（東日本大震災）により、地震当日は国会中継（第177回国会・参議院決算委員会 平成21年度決算決議）が行われ、翌週以降は東日本大震災に伴う協会内非常放送体制の発令と、選抜高等学校野球大会の中継が行われたため、当初予定していた4月1日の放送終了日が繰り上がり、実質的には2月25日の放送（高松放送局制作『笑ってうたって しあわせ家族』）が最終回となった。

## 放送される主な番組
ブロック向け番組
- 金とく（東海・北陸）
- ふるさと発（中国）
- しこく8（四国）
- 九州沖縄スペシャル（九州・沖縄）

県域放送
- 笑ってうたって しあわせ家族（高松局）

## 放送時間
- 金曜日 10:05 - 10:50（JST、番組によって終了時間の変動あり）
年末年始・祝日、国会中継放送時、高校野球中継（選抜高等学校野球大会・全国高等学校野球選手権大会）放送時は休止した。

特記事項
番組開始時より、近畿地方では以下の2番組が放送されず、両番組の差し替えとなった。
- とくせんETV（2009年度）
- 歌うコンシェルジュ（2010年度、2011年度からは金曜日の放送を実施する）